# Aglaée Degros
Aglaée Degros (Leuven,  22 augustus 1972) is een Belgische architecte en stedenbouwkundige.

## Levensloop
Degros studeerde aan de Campus Sint-Lukas Brussel van de LUCA School of Arts. Ze was samen met Stefan Bendiks in 2001 oprichtster van het studie- en ontwerpbureau Artgineering. Tevens was ze gastdocente aan onder meer de TU Delft en Amsterdamse Hogeschool voor de Kunsten, het Interdisciplinary Centre for Urban Culture and Public Space (SKuOR) van de Universiteit van Wenen en de Vrije Universiteit Brussel. Tevens is ze onder meer lid van de commissie Beeldkwaliteit te Nijmegen en was ze commissielid van het Stimuleringsfonds voor Architectuur.. Sinds 2016 is ze hoogleraar en hoofd van de leerstoel stedenbouw aan de Technische Universität Graz.
In 2015 werkte ze mee aan de Canvas-documentaire ArchiBelge.

## Boeken
- 2013: Fietsinfrastructuur (met Stefan Bendiks). nai010 uitgevers. ISBN 978-94-6208-051-5.
- 2013: Brussel [her]verovert haar buitenruimte. De openbare ruimte in Duurzame Wijkcontracten (met fotograaf Michiel De Cleene). Bietlot. ISBN 9782930774015.[4]

- Bibliothèque nationale de France: cb16955835n (data)
- Catàleg d'autoritats de noms i títols de Catalunya: 981058608583206706
- Gemeinsame Normdatei: 1054195889
- International Standard Name Identifier: 0000 0003 9255 7991
- Library of Congress Control Number: nr2006032416
- Nationale Bibliotheek van Letland: 000240339
- Nationale Bibliotheek van Tsjechië: ntk20241234134
- Nationale Bibliotheek van Israël: 987007462035305171
- Nederlandse Thesaurus van Auteursnamen: 304090441
- ORCID: 0000-0001-6408-079X
- Système universitaire de documentation: 172447461
- Virtual International Authority File: 286565938
- WorldCat: E39PBJtxfrwcj4rFY3PRt9Tfv3